# Afrotyphlops fornasinii
Afrotyphlops fornasinii — вид змій родини сліпунів (Typhlopidae). Мешкає в Південній Африці. Вид названий на честь італійського натураліста Карло Антоніо Форнасіні.

## Поширення і екологія
Afrotyphlops fornasinii мешкають на півдні Мозамбіку, зокрема на сусідніх островах Базаруто і Інхака, а також на крайньому північному сході провінції Квазулу-Наталь в Південно-Африканській Республіці та на сході Зімбабве. Вони живуть в прибережних чагарникових заростях і вологих саванах, серед повалених дерев і опалого листя. Зустрічаються на висоті до 450 м над рівнем моря.